# 魔城っ娘プリンセス -メフィのお城奪還大作戦-
『魔城っ娘プリンセス -メフィのお城奪還大作戦-』（まじょうっこプリンセス メフィのおしろだっかんだいさくせん）は、イクシールが開発しジー・モードより発売されたサイドビューのアクションパズルゲーム。iアプリ・S!アプリ・EZアプリ用ソフトとしてそれぞれ2007年11月19日、12月3日、2008年4月24日に発売されたほか、ジー・モードがフィーチャーフォンゲームを移植するプロジェクト「G-MODEアーカイブス」の第34弾ソフトとして『魔城っ娘プリンセス』のタイトルでNintendo Switch版が2021年4月15日に発売された。

## 概要
勇者一行との戦闘の末に敗れ魔城を追い出された魔王の娘メフィが、城の奪還を目指して冒険する物語。城内の各ステージには様々なギミックがあり、これらを利用しながら攻略を進めていく。作品内におけるキャラクター同士の掛け合いでは、一般的なRPGの定番要素を踏まえたパロディネタが用いられている。
イクシールが企画を持ち込んだ当初の内容は、ダンジョンに攻め込んでくる勇者一行に対しトラップを仕掛けて倒すというシミュレーションゲーム形式のパズルゲームで、視点も見降ろし視点だったが、その後、魔王側の視点でゲームが進行する設定を生かしつつジー・モード側で企画を練り直し、製品版の形式になった。

## ゲームルール
- メフィはジャンプができないが、一段の高さを登ることができる。
- メフィは目の前の箱や箱型のギミックを担いで運ぶことができる。箱が2段以上積みあがっている場合は一番下の箱を抜き取って担ぐ。担いだものは目の前や一段上の場所に置くことができる。
- ギミックは、触れるとミスになる針を特定方向に出す「剣山」と、近づいた相手を特定方向に3マス分吹き飛ばす「パンチンググローブ」がある。
- ステージ内では敵として兵士が登場し、触れるとミスになる。兵士は「素手」「剣」「槍」「弓」の4種類が存在する。いずれも、頭上から箱を落として命中させるか剣山の針に触れさせるかで倒せる。
- ステージは「城門」「武器庫」「中庭」「魔導実験場」「王の間」のセクションに分かれており、通常ステージではメフィがゴール地点に到達すればクリア、セクションの最終ステージではボスを撃破すればクリアとなる。
- 一部ステージ内には「宝箱」や「オーブ」が配置されている。これらの取得はステージクリアには関係しないが、取得するとタイトル画面にアイテムやキャラクターが追加される。

## 登場人物
メフィ
魔王の娘。第一線を退き隠居している父の魔王に代わり勇者一行と戦うが、敗れて城を奪われ追い出される。
倒した相手におしおきするサディスティックな一面がある。
ガルガス
戦士。メフィから知力が低いと揶揄され、敗北後には蓄えたひげを抜かれる。
メフィが水平線上に並ぶと突進し、ブロックにあたると破壊する。
アリエル
盗賊。城で得た戦利品をメフィに奪われるのを阻止するため対決する。
メフィが水平線上に並ぶと突進し、1ブロック分をジャンプで飛び越える。
セス
狩人。自身が扱う弓に「ペティちゃん」と名付けて大事にしている。
メフィが水平線上に並ぶと矢を素早く放つ。
エルダ
魔導師。謎のコマンドを入力して魔法を発動させようとする。
メフィが水平線上に並ぶと魔法で攻撃され、障壁がない限り瞬時にミスとなる。
ダン
勇者。最終ボス。女子供に手をかけないという考えからメフィを倒さずに城から追い出すが、再び対決することになる。
全ての敵の中で唯一、頭上から箱を落とす攻撃を無効化する。